# غلوغو
غلوغو (بالألمانية: Glogau)‏هي مدينة في غرب بولندا، في محافظة سيليزيا السفلى (منذ 1999). يبلغ عدد سكانها 65400 نسمة حسب تعداد عام 2021.